# Parafia Świętych Apostołów Piotra i Pawła w Białej
Parafia Świętych Apostołów Piotra i Pawła w Białej – parafia rzymskokatolicka, znajdująca się w archidiecezji łódzkiej, w dekanacie zgierskim.
Od 1946 do 1948 proboszczem parafii był ks. Albin Mydlarz.
Według stanu na miesiąc luty 2017 liczba wiernych w parafii wynosiła 2015 osób.